# Bubba Shobert
Bubba Shobert (Lubbock, 29 de enero de 1962) es un expiloto de motociclismo de velocidad estadounidense, que compitió en el Campeonato Mundial de Motociclismo. Fue tres veces campeón del A.M.A. Grand National Champion entre 1985 y 1987 y vencedor del Campeonato de la AMA de Superbikes en 1988 con el equipo Honda.

## Biografía
En 1989, Shobert probó suerte en el Mundial de Motociclismo para Honda. Por desgracia, la carrera del Gran Premio de Shobert se vio truncada en la tercera carrera de la temporada, donde estuvo involucrado en un terrible accidente con Kevin Magee en la vuelta de enfriamiento después de la carrera, en donde Shobert condujo hasta la parte trasera de la motocicleta de Magee. Magee había detenido su motocicleta en medio de la pista y estaba realizando un "agotamiento" en las ruedas traseras. Eddie Lawson estuvo a punto de golpear la moto de Magee después de que él y Shobert se felicitaran unos momentos antes y no miraran hacia adelante. Shobert sufrió lesiones importantes en la cabeza que le produjeron meses de rehabilitación. No volvió a pilotar jamás y se dedicó a hacer funciones de manager en algunos equipos de la AMA Grand National dirt track.